# Раураки
Раураки або раурики — історичне невелике галльське плем'я, яке мешкало в регіоні Верхнього Рейну, навколо сучасного міста Базель, у залізну добу та римський період.

## Назва
Вони згадуються як Rauracis і Rauracorum Цезарем (середина I ст. до н. е.), 

Raurici (вар. — aci) Плінієм (I ст. н. е.), 

і як Rauracense в Notitia Dignitatum (V ст. н. е.). 

Етнонім раураки походить від давньокельтської назви річки Рур — Раура 

Місто Аугст, засвідчене у II ст. н. е. як Августа-Раурика (Αὐγούστα Ῥαυρίκων), опосередковано названо на честь племені. 

## Географія

### Територія
Їх назва, ймовірно, вказує на початкову батьківщину біля річки Рур, на північ від їх засвідченої території. 

Після того, як їхня невдала міграція до південно-західної Галлії була відбита римлянами в 58 р. до н. е., раураки оселилися в районі Верхнього Рейну, з територією, що простягалася від підніжжя масиву Юра до регіонів Верхній Ельзас і Південний Баден. 

Раураки мешкали на південь від левків і брисгавів, на північ від гельветів, на схід від лінгонів і на захід від лентіенців. 

Ймовірно, вони були союзниками більшої Гельвеції. 

### Населені пункти
Опід Базель-Мюнстергюгель, населений принаймні з середини I ст. до н. е., був їхнім доримським головним містом. 
 
Археологічна ділянка Базельської газової фабрики (бл. 150–80 рр. до н. е.) також приписується рауракам. 

У 44 році до н. е. римський консул Л. Мунацій Планк заснував на їхній території поселення Августа-Раурика (або Колонія Раурика; сучасні Аугст і Кайзераугст). 

Місто було розташоване на перехресті двох торгових шляхів: між Великим Сен-Бернарським перевалом і Рейном, а також між Галлією і Дунаєм. 
У 200 р. н. е. воно мало площу 106 га. 

Велика частина Августи-Раурики була зруйнована землетрусом у 240–250 роках. 
За Діоклетіана (284–295) він був включений до провінції Maxima Sequanorum. 
Castrum Rauracense, зведений в 290–300 роках, став ядром міста пізньої античності. 

Інше місто, відоме як Аргентоварія (сучасний Оденбург, Бісгайм), згадане Птолемеєм бл. 150 р. н.е., ймовірно, було столицею civitas раураків або незасвідченого пагу раураків. 

## Релігія
Храм на форумі Августа-Раурики був присвячений Риму та Августу. 
Храм Шенбюля замінив місцеві святині близько 70 р. н. е. 
Написи свідчать про імператорський культ і присвяти різним греко-римським божествам. 
Корінні галльські божества: Епона та Сирона. 
Культ змії був популярний у Августа-Рауриці. 
Також засвідчені східні культи Мітри, Сабазія та Гарпократа. 

## Історія
У 58 р. до н. е. рауріки були частиною невдалої спроби міграції до південно-західної Галлії разом із гельветами, тулінгами та латобригами. 
Після поразки від Цезаря в битва при Бібракте того ж року їх було відправлено назад як федератів (союзників, пов’язаних угодою), ймовірно, на територію їхнього відправлення. 

У 52 році до н. е. вони надали 1000 вояків для галльської коаліції проти Цезаря. 